# Ат (окръг)
Ат (на френски: Ath) е окръг в Южна Белгия, провинция Ено. Площта му е 487 km², а населението – 86 782 души (по приблизителна оценка от януари 2018 г.). Административен център е град Ат.